# Around the World in 80 Days (miniserie)
Around the World in 80 Days is een Amerikaanse miniserie uit 1989, gebaseerd op de roman De reis om de wereld in tachtig dagen van Jules Verne. De serie bestaat uit drie afleveringen met een gezamenlijke lengte van 266 minuten. De publieke omroep zond de serie in Nederland uit.

## Verhaal
De rijke Engelsman Phileas Fogg sluit een weddenschap af met de leden van de club waar hij toe behoort dat hij in 80 dagen een reis rond de wereld kan maken. Samen met zijn assistent Jean Passepartout gaat hij de uitdaging aan.
Vlak voordat het duo vertrekt wordt de Bank of England beroofd. De dief lijkt sprekend op Fogg, dus wanneer de politie hoort dat Fogg het land wil verlaten menen ze dat hij de overvaller is. Detective Wilbur Fix wordt op de zaak gezet, en achtervolgt het duo de hele wereld over.
In India redden de twee mannen prinses Aouda van een weduweverbranding, en ze reist verder met hen mee. Al snel worden Fogg en Aouda verliefd.

## Aanpassingen ten opzichte van het boek
De helden reizen via een iets andere route dan in het boek. Bovendien komen ze veel beroemdheden tegen die niet voorkomen in het boek, zoals Sarah Bernhardt, Louis Pasteur, Jesse James (met wie Fogg een duel heeft), Cornelius Vanderbilt en Koningin Victoria.

## Cast

### Hoofdrollen
- Pierce Brosnan - Phileas Fogg
- Eric Idle - Jean Passepartout
- Julia Nickson-Soul - Prinses Aouda
- Peter Ustinov - Detective Wilbur Fix

### Gast- en cameorollen
Veel bekende acteurs hebben een cameo in de serie, waaronder:
- Jack Klugman - Capt. Bunsby
- Roddy McDowall - McBaines
- Darren McGavin - Benjamin Mudge
- Robert Morley - Wentworth
- Stephen Nichols - Jesse James
- Lee Remick - Sarah Bernhardt
- Jill St. John - Vrouw die wordt aangezien voor prinses Aouda
- Robert Wagner - Alfred Bennett
- Arielle Dombasle - Lucette
- Gabriele Ferzetti - Italiaanse politiechef
- Henry Gibson - Treinconducteur
- John Hillerman - Sir Francis Commarty
- Rick Jason - Cornelius Vanderbilt
- Christopher Lee - Stuart
- Patrick Macnee - Ralph Gautier
- John Mills - Faversham
- Pernell Roberts - Kapitein Speedy
- James Sikking - Jenks
- Simon Ward - Flannigan
- John Abineri - Father Gruber
- Yves Aubert - Gravier
- Bill Bailey - Kapitein Phillips
- Peter Birrel - Brindisi Terminal Clerk
- John Carlin - Forster
- Jean-Pierre Castaldi - Lenoir
- Lane Cooper - Kyaukese
- Julian Curry - Wilson
- Ellis Dale - Bank Clerk
- Bruce Troy Davis - Kapitein Lacey
- Edward Dentith - Faversham's Aide
- Hugo De Vernier - Louis Pasteur